# أنشارتد 4: نهاية لص
أنشارتد 4: نهايةُ لص (بالإنجليزية: Uncharted 4: A Thief's End) هي لعبة فيديو من نوع أكشن-مغامرات-إثارة، صدرت في 10 مايو 2016، وحصرياً لجهاز بلاي ستيشن 4. اللعبة من تطوير نوتي دوغ ومن نشر سوني كمبيوتر إنترتنمنت، وقد أعلنت «بلايستيشن السعودية» عن دبلجة اللعبة للغة العربية. تلقت أنشارتد 4 أشادة عالمية من النقاد.

## أسلوب اللعب
لعبة أنشارتد في جزئها الرابع تأتي بمغامرة جديدة ومختلفة عن الأجزاء السابقة، فلعبة أنشارتد هي لعبة حصرية لجهاز البلاي ستيشن، ونوعية اللعبة ليست مغامرة فقط ولكن بها نوع من الأكشن والقتال مع الأعداء الذين يحاولون سرقة الكنز والوصول له قبلك، ولكن في هذا الجزء سيكون أمامك خرائط أكبر وطرق كثيرة يمكنك أن تسلكها وتبحث فيها كما تشاء.
لعبة أنشارتد تعتمد على منظور الشخص الثالث في طريقة اللعب والذي يظهر الشخصية بشكل كامل أثناء اللعب، كما أن اللعبة تعتمد منذ بدايتها على الأكشن وهو استخدام الأسلحة النارية المتعددة والتي تختلف بشكل كبير عن لارا كروفت التي تستخدم أسلحة نارية بسيطة وفي بعض الحالات فقط، ولكن هنا ناثان سوف يواجه صعوبات مع القراصنة وسارقى الكنوز ولذلك سيكون عليه التعامل معهم بشكل كبير جدا وعليه استخدام الأسلحة النارية ويمكن الحصول عليها من الأعداء بعد قتلهم والاستفادة بذخيرتهم، كما يمكنك استخدام القنابل اليدوية لقذف الأعداء أو استغلال البيئة في قتل الأعداء بالتصويب على البراميل المتفجرة أو تحطيم الصناديق عليهم.
الأسلحة النارية تعتمد على تصويب وصغير بدائرة مفتوحة تجعلك تستطيع التصويب على الأعداء بسهولة، كما يمكنك الحصول على القناصة والقتال بها عن بعد وأيضا هناك أسلحة ثقيلة ومتعددة يمكنك استخدامها على مدار اللعبة، أيضا نظام القتال في اللعبة ليس معتمد على الأسلحة النارية فقط فقد تم تطوير نظام القتال ليصبح أفضل من السابق، فالآن يمكنك أن تقاتل الأعداء باليد الحرة لتفقدهم الوعى أو عندما تقفز من مكان بعيد على أحد الأعداء فتقوم بضربه ضربة قاضية لتقضي عليه، كما يمكنك المراوغة من ضربات الأعداء والتدحرج على الأرض من حولهم لتتفادى ضرباتهم وطلقاتهم.
أيضا اللعبة لا تقتصر على القتال والأكشن دائما ولكن كما اعتدنا على روح المغامرة في القفز والتسلق على حواف الجبال وغيرها للوصول إلى مبتغانا، كما تم إضافة الخطاف بحيث يمكنك القفز مسافات بعيدة واستخدام الخطاف بالحبل لتصل إلى مكان ابعد مثل لارا كروفت، كما سيفيدك هذا الحبل كثيرا في طريقك ويمكنك سحب الصناديق به التي تعيق طريقك حتى تسير بحرية، كما يمكننا السباحة في أعماق البحار على حسب البيئة التي سنزورها، كما تم إضافة قيادة السيارات إلى هذا الجزء ليصبح أكثر متعة، فكما تحدثنا فستكون خرائط هذا الجزء أكبر بكثير عن الأجزاء السابقة وسيكون بها طرق متعددة للاستكشاف سواء بالعربات أو بالسير.
أيضا سيكون عند البطل بعض المهارات غير مهارات القتال وهي مهارة التسلل والخلسة بحيث يمكنه أن يتسلل من خلف الأعداء ويختبئ في الحشائش حتى لا تشاهده الأعداء وهذا سيكون في المناطق التي تحتوى على كميات كثيرة من الأعداء، أيضا يمكنك قتل الأعداء من التسلل بحيث تقتلهم خلسة من الخلف دون أن يصدروا أصوات وهذا سيفيدك في اجتياز المنطقة وقتل الأعداء بدلا من المواجهة الصعبة، أيضا سيكون معك شريك وهو أخيك في بعض المهام وسوف يتفاعل معك في القتال ويساعدك بشكل كبير، كما يمكنه القتل خلسة دون أن تعطيه أي أوامر، وكما اعتدنا سيكون هناك نظام التغطية بحيث يمكنك التنقل بين التغطية بسهولة جدا وقتال الأعداء من خلف التغطيات بالتصويب عليهم.

## القصة
| استقبال |        |
| --- | ------ |
| مجموع النقاط المجموع نقاط ميتاكريتيك 94/100 [ 5 ] نتائج المراجعة نشرة نقاط دستركتويد 9.5/10 [ 6 ] إلكترونك غيمينغ مونثلي 9/10 [ 7 ] غيم إنفورمر 9.5/10 [ 8 ] غيم سبوت 10/10 [ 9 ] غيمز رادار [ 10 ] جاينت بومب [ 11 ] بوليغون 9/10 [ 12 ] فيديو غيمر.كوم 8/10 [ 13 ] |        |
| مجموع النقاط |        |
| المجموع | نقاط   |
| ميتاكريتيك | 94/100 |
| نتائج المراجعة |        |
| نشرة | نقاط   |
| دستركتويد | 9.5/10 |
| إلكترونك غيمينغ مونثلي | 9/10   |
| غيم إنفورمر | 9.5/10 |
| غيم سبوت | 10/10  |
| غيمز رادار | [ 10 ] |
| جاينت بومب | [ 11 ] |
| بوليغون | 9/10   |
| فيديو غيمر.كوم | 8/10   |

دخل نايثن دريك وسام دريك ورايف ايدلير السجن بعدما اتفقوا مع آمر السجن فارغس انهم يريدون الحصول على كنز كان موجود في ذلك السجن، وكان فارغس يريد ربع الكنز، فقام رايف بقتله ولاحق نايثن وسام ورايف رجال الأمن، لكن سام دريك قد أصيب وفر أخوه مع رايف من السجن ظناً من نايثن أن سام قد قتل.
لكن سام قد تعالج ودخل السجن لمدة 15 عاما مع تاجر المخدرات الكبير فيكتور الكازار الذي يريد جزءا من الكنز، فهدد سام بالقتل إن لم يكمل البحث عن الكنز في 3 أشهر فذهب إلى أخيه نايثن دريك للعودة للبحث عن الكنز.
بعدما انتهى نايثن دريك من عمله السابق كصائد كنوز عاد إلى حياته الطبيعية مع زوجته ايلينا وعمله بمكتب فأتى أخوه سام دريك الذي كان مفقودا منذ 15 عام ظنا منه أنه ميت وأخبره عن كنز مفقود واتفقوا أن يذهبوا مرة أخيرة للبحث عن الكنز برفقتهم وبرفقة زوجة نايثن ايلينا وفيكتور سوليفان.

### الشخصيات
- نايثن دريك = بطل اللعبة
- إيلينا فيشر= زوجة نايثن
- سام دريك = شقيق نايثن
- فيكتور سوليفان = صديق نايثن ومعلمه
- رايف ايدلير = صديق نايثن السابق وعدوه الحالي
- نادين روس = شريكة رايف وعدوة نايثن الحالية

## تطوير اللعبة
عندما نتحدث عن مراحل التطوير سنبدأ من 14 نوفمبر 2013 عندما نشرت شركة نوتي دوغ مقطورة مثيرة للعبة أنشارتد وأنها ستكون حصرية على بلاي ستيشن 4، وتبدأ المقطورة بصوت تود ستاشويك ثم تنقل للخريطة حيث القارة الأفريقية وتتوقف عند جزيرة مدغشقر، وفي شهر مارس 2014 أعلن أن السيد آمي هينيغ هو كاتب القصة، وفي شهر أبريل 2014 أعلن الممثل تود ستاشويك بأنه لن يشارك باللعبة، ومن ثم في شهر يونيو 2014 أعلنت مطور اللعبة نوتي دوغ أن كلا من نيل دروكمان وبروس سترالي اللذان أبدعا في تطوير لعبة ذا لاست أوف أس سيكونان مسؤولان عن اللعبة للجزء الرابع من سلسلة أنشارتد، وفي معرض إي3 2014، أعلنت شركة سوني عن اسم اللعبة رسمياً أنشارتد 4: آثيفي

## الاستقبال

### المبيعات
باعت لعبة أكثر من 16 مليون نسخة حول العالم.

## روابط خارجية
- أنشارتد 4: نهاية لص على موقع IMDb (الإنجليزية)

- مراجعة موقع ترو جيمنج للعبة
- مراجعة المجهول 4: نهاية اللص: شبكة الألعاب الذهبية